# The Fallen (Arrow)
The Fallen es el vigésimo episodio de la tercera temporada y sexagésimo sexto episodio a lo largo de la serie de televisión estadounidense de drama y ciencia ficción, Arrow. El episodio fue escrito por Wendy Mericle y Oscar Balderrama y dirigido por Antonio Negret. Será estrenado el 22 de abril de 2015 en Estados Unidos por la cadena The CW.
Ra's al Ghul finalmente hace una oferta que Oliver no puede rechazar. El equipo se une a Oliver en su viaje a Nanda Parbat, donde una desconsolada Felicity decide tomar el asunto en sus propias manos.

## Elenco
- Stephen Amell como Oliver Queen/la Flecha.
- Katie Cassidy como Laurel Lance.
- David Ramsey como John Diggle.
- Willa Holland como Thea Queen.
- Emily Bett Rickards como Felicity Smoak.
- Colton Haynes como Roy Harper/Arsenal.
- John Barrowman como Malcolm Merlyn/Arquero Oscuro.
- Paul Blackthorne como el capitán Quentin Lance.

## Continuidad
- Ra's al Ghul fue visto anteriormente en Public Enemy.

## Desarrollo

### Producción
La producción de este episodio comenzó el 23 de febrero y terminó el 3 de marzo de 2015.

### Filmación
El episodio fue filmado del 4 de marzo al 13 de marzo de 2015.